# Escala de Kardashev
A Escala de Kardashev é um método proposto pelo astrofísico russo/soviético Nikolai Kardashev para medir o grau de desenvolvimento tecnológico de uma civilização. Foi apresentado originalmente em 1964 e utiliza-se de três etapas ou tipos, classificando as civilizações baseado na quantidade de energia coletada, utilizada e processada e seu aumento em escala logarítmica.

## Categoria
A escala possui três categorias designadas. Estas são as primeiras 3 das 6 partes da escala Kardashev.
- Tipo I: Uma civilização capaz de aproveitar toda a energia potencial de um planeta, aproximadamente 1016 W. A significação real dessa classificação é muito efêmera; a Terra especificamente tem uma capacidade energética de aproximadamente 1.74×1017 W. A definição original de Kardashev era de 4×1012 W. (Kardashev definiu o Tipo I como "um nível tecnológico próximo ao nível alcançado atualmente na Terra", "atualmente" significando 1964). Um planeta tipo I se trataria de uma ecumenópole.
- Tipo II: Uma civilização capaz de aproveitar toda a energia potencial de uma estrela, aproximadamente 3.86×1026 W. A definição original de Kardashev era de 4×1026 W.
- Tipo III: Uma civilização capaz de aproveitar toda a energia potencial de uma galáxia, aproximadamente 1036 W. Esta classificação é muito efêmera, já que as galáxias variam enormemente em tamanho, formato e calor emitido. A definição original de Kardashev era de 4×1037 W.

Todas essas civilizações são puramente hipotéticas até o presente momento. Entretanto, a Escala de Kardashev é utilizada pelos pesquisadores do SETI, autores de ficção científica e futurologistas como uma orientação teórica.

## Possibilidade de um Tipo IV
Zoltan Galantai, em uma revisão do trabalho de Kardashev, propôs uma extrapolação da Escala para um Tipo IV, uma civilização que aproveitasse até 1046W, ou seja, a energia potencial do universo visível. Tal civilização ultrapassa todos os limites possíveis de especulação científica, e é provavelmente inviável. Galantai argumentou que uma civilização de tal magnitude tecnológica jamais poderia ser detectada por sociedades menos avançadas, pois suas obras seriam indistinguíveis de eventos naturais.
Contudo, Milan M. Ćirković  ponderou que a classificação de "Tipo IV" talvez deva ser utilizada para se referir a uma civilização que tenha conseguido aproveitar toda a energia potencial de um superaglomerado de galáxias, o que, no caso da Terra e suas cercanias galácticas, significaria aproximadamente 1042 W.

## Atualização da escala
Foi proposta a atualização da escala que teriam 7 níveis de civilizações, seriam elas:
- Tipo 0 - Uma civilização capaz de aproveitar a energia de seu planeta, mas não em todo o seu potencial. A civilização humana estaria aproximadamente em 0,73 J-IV Minus nessa escala (em 2018), ainda falta controlar com mais eficiência as reservas de energia sem contar que ainda não pode controlar o clima.
- Tipo I - Uma civilização capaz de aproveitar toda a energia potencial de um planeta, energia esta que pode vir de qualquer fonte, seja energia eólica, energia solar, energia cinética, etc. Neste nível a civilização seria capaz até mesmo de aproveitar a energia gerada por vulcões, terremotos, tempestades, furacões e outros fenômenos de grande porte da natureza, tendo capacidade de controlar a temperatura e clima do planeta sem dificuldades.
- Tipo II - Uma civilização capaz de aproveitar toda a energia potencial de uma estrela, com capacidade de alterar qualquer coisa dentro do sistema solar, como por exemplo mover planetas de órbitas ou aproveitar toda a energia potencial, além da energia da estrela, dos planetas que a orbitam.
- Tipo III - Uma civilização capaz de aproveitar toda a energia potencial de uma galáxia, com capacidade de alterar qualquer coisa dentro dela, como por exemplo mover sistemas solares de suas órbitas, formar ou destruir estrelas, fundir ou dividir estrelas, usar planetas como blocos de construção para algo maior, aproveitar a energia potencial de supernovas ou hipernovas, formas de aproveitar a energia de buracos negros ou quasares e qualquer coisa a nível de manipulação possível com uma galáxia. Buracos negros supermassivos poderiam alimentar civilizações do tipo III, cujo consumo de energia seria igual ao emitido por uma galáxia inteira.[5]
- Tipo IV - Uma civilização capaz de aproveitar toda a energia potencial de um universo, basicamente as capacidades de uma civilização assim são inimagináveis, podendo-se especular alterações no espaço-tempo e controlar totalmente a entropia.
- Tipo V - Uma civilização capaz de aproveitar toda a energia potencial de vários universos, partindo do pressuposto que o universo que habitamos é apenas um entre vários outros, como defende algumas teorias de multiverso. É dificil até imaginar as capacidades de uma civilização assim.
- Tipo Ω - Seria uma civilização que viveria fora do tempo e do espaço, sendo capaz de criar e destruir universos muito facilmente. Se o tipo V já era difícil de imaginar as possibilidades, a civilização tipo Ω é muito mais difícil. Poderia ser colocado aqui o conceito de divindade para esta civilização, que poderia, literalmente, qualquer coisa.

## Literatura descrevendo diversas civilizações dentro da Escala
Uma vez que a maioria dos autores de ficção científica não segue rigidamente a Escala de Kardashev, essas categorizações não são completas nem acuradas, apenas aproximadas como um exemplo.
- Tipo I
  - Gaia, da série Fundação, de Isaac Asimov.
  - Trantor, da série Fundação, de Isaac Asimov.
  - Coruscant, da série Guerra nas Estrelas, de George Lucas.
- Tipo II
  - A Federação dos Planetas Unidos, da série Jornada nas Estrelas, de Gene Roddenberry.
  - A saga "Adução & Abdução: o Épico Alienígena", do autor brasileiro Pedroom Lanne.
- Tipo III
  - A República Galáctica, da série Guerra nas Estrelas, de George Lucas.
  - O Império Galáctico, da série Guerra nas Estrelas, de George Lucas.
  - A civilização misteriosa conhecida como A Cultura, dos livros de Iain M. Banks.
  - Os Borg, da série Jornada nas Estrelas, de Gene Roddenberry.
- Tipo IV
  - O Q Continuum, da série Jornada nas Estrelas, de Gene Roddenberry.
  - Várias civilizações das séries Stargate SG-1 e Stargate Atlantis.